# Norbert Schulze
Norbert Schulze (* 16. Dezember 1950 in Klingmühl) ist ein deutscher Politiker (DVU). Er war Abgeordneter des Landtages Brandenburg und dort stellvertretender Vorsitzender der DVU-Fraktion.

## Leben
Schulze arbeitete von 1970 bis 1999 als Elektromonteur in verschiedenen Betrieben und war auch als Vorarbeiter und Platzmeister tätig. 1997 war er zwei Monate arbeitslos. In der 3. Wahlperiode des Landtages Brandenburg von 1999 bis 2004 war er als Referent der DVU-Fraktion angestellt.
Er ist verheiratet und hat ein Kind.

## Politik
Schulze war seit 1997 Mitglied der DVU. Er war Mitglied des Kreistages Elbe-Elster und dort auch Vorsitzender der DVU-Fraktion.
Von 2004 bis 2009 war er Mitglied des Brandenburger Landtages und auch stellvertretender Vorsitzender der DVU-Landtagsfraktion. Zudem war er seit November 2004 stellvertretender Vorsitzender des Ausschusses für Landwirtschaft, Umweltschutz und Raumordnung.